# Herchies
Herchies település Franciaországban, Oise megyében. Lakosainak száma 588 fő (2022. január 1.). Herchies Fouquenies, Milly-sur-Thérain, La Neuville-Vault és Pierrefitte-en-Beauvaisis községekkel határos.

## Népesség
A település népességének változása:
| Lakosok száma | 624  | 633  | 663  | 642  | 634  | 628  | 615  | 601  | 588  |
|               | 2013 | 2015 | 2016 | 2017 | 2018 | 2019 | 2020 | 2021 | 2022 |